# Sądów (województwo lubuskie)
Sądów (niem. Sandow, po wojnie przejściowo Żędów) – wieś (dawniej miasto) w Polsce położona w województwie lubuskim, w powiecie słubickim, w gminie Cybinka.
Sądów uzyskał lokację miejską przed 1351 rokiem, zdegradowany po 1600 roku. W latach 1975–1998 miejscowość położona była w województwie zielonogórskim.
Miejscowość położona jest na drodze lokalnej Cybinka – Sądów – Radzików – Jerzmanice. Przez wieś przepływa rzeka Pliszka, będąca szlakiem kajakowym. 

## Zabytki
Do wojewódzkiego rejestru zabytków wpisane są:
- kościół filialny pod wezwaniem św. Antoniego, wybudowany w stylu późnoklasycystycznym w 1801 roku
- młyn wodny – elektrownia wodna z połowy XIX wieku.

## Urodzeni w Sądowie
- bł. Maria Teresa Tauscher urodziła się 19 czerwca 1855 r., założycielka zakonu kongregacji Karmelu od Boskiego Serca Jezusa[6].